# Um Novo Tempo (álbum de Ravel)
Um Novo Tempo é o terceiro álbum de estúdio do cantor e compositor Ravel, integrante da dupla Rayssa & Ravel, lançado em maio de 2019 pela gravadora Graça Music. O disco foi produzido pelo tecladista Rogério Vieira e foi o primeiro do músico após o anúncio de hiato da dupla.
Para o álbum, Ravel utilizou canções inéditas e regravações de músicas notórias do meio evangélico, como "Cancela o Funeral" (gravada anteriormente por Leandro Borges).

## Lançamento e recepção
| Críticas profissionais | Críticas profissionais |
| Avaliações da crítica  | Avaliações da crítica  |
| Fonte                  | Avaliação              |
| ---------------------- | ---------------------- |
| Super Gospel           | [ 4 ]                  |

Um Novo Tempo foi liberado pela gravadora Graça Music nas plataformas digitais em maio de 2019. O disco recebeu avaliações negativas da mídia especializada. Com 2 estrelas de 5, o Super Gospel classificou o projeto como "tecnicamente inferior a todos os registros de Rayssa & Ravel dirigidos por Rogério [Vieira]".

## Faixas
1. "Alegria completa"
2. "Um novo tempo"
3. "Em meu lugar"
4. "Mestre"
5. "Mulher que vence"
6. "Amor incondicional"
7. "Cancela o funeral"
8. "Semáforo de Deus"
9. "O trabalhar de Deus"
10. "Sou adorador"
11. "Uma nova história"
12. "O agir de Deus"